# سفر علی بن موسی الرضا به مرو
سفر علی بن موسی الرضا به مرو که در پی اجبار مأمون و انتصاب علی بن موسی به ولایتعهدی خویش صورت گرفته‌است، از جمله وقایع مهم سال زندگانی علی بن موسی الرضا است.

## پیش‌زمینه
پس از جنگ امین و مأمون بر سر جانشینی خلیفه و کشته شدن امین، مأمون به حکومت رسید. مأمون به جهت استقرار حکومتش و پایبندی به سنت خلفا در تعیین جانشین، اقدام به تعیین ولیعهد نمود اما در این کار لازم بود که در گزینش ولیعهد، منتهای دقت را به کار بَرد و این اقدام را با شرایط دقیق دورانی که با برادرش اختلاف داشت و نیز زمان پس از آن، هماهنگ سازد. برای او آسان نبود که از خانواده و فرزندان پدرش یا دیگران، هرکس را بخواهد به این مقام برگزیند؛ بلکه ناگزیر بود هر گامی که در این راه برمی‌دارد، جنبه‌های گوناگون آن را دقیقاً محاسبه کند. البته مأمون معتقد نبود که خلاقت حق خاندان علی بن ابیطالب است و فقط قصد داشت درظاهر آن را به فرد صاحب حق بسپارد.

## آغاز سفر به مرو
در سال ۲۰۰ ه‍.ق، مأمون برای علی بن موسی الرّضا دعوتنامه‌ای جهت آمدن به مرو نوشت و رَجاءِ بنِ اَبی‌ضَحّاک، دایی فضل بن سهل و غلامی به‌نام فِرناس یا یاسر را فرستاد تا همراه او در این سفر باشند. از سوی دیگر، شیخ صدوق، محدث شیعه، چنین گزارش می‌کند که مأمون در نامه‌نگاری‌های متعدد، از علی بن موسی درخواستِ عزیمت به مرو را می‌کرد و علی بن موسی این درخواست را با بهانه‌ها و دلایل گوناگون رد می‌نمود. این امتناع سبب شد تا مأمون به‌اجبار علی بن موسی را به مرو بیاورد. ادعایی که از سوی ابوالفرج اصفهانی و شیخ مفید، محدثان شیعه، مبنی بر همراهیِ علی بن موسی تا مرو از سوی عیسی جَلّودی مطرح شده، مردود و نادرست است. چراکه در همان سال عیسی جلّودی، قیام محمّد بن جعفر را در مکه سرکوب کرد و او را با خود به عراق بُرد و به رجاء بن ابی‌ضحاک تحویل داد. رجاء نیز هر دو را به خراسان بُرد. به گزارش مادلونگ این سفر در اوایل سال ۲۰۱ ه‍.ق برابر با اواخر تابستان ۸۱۶ م آغاز شد. تاریخ دقیق این سفر از ۱۵ مُحَرَّم آغاز و تاریخ پایان آن با رسیدن به مرو در ۲۹ جِمادیُ‌الثّانی عنوان شده‌است. این سفر به مهمترین رویداد مذهبی تاریخ ایران مبدل شد.
علی بن موسی الرّضا پیش از سفر به مرو، علاوه بر اعلام ناراحتی خویش از این سفر با وداعِ همراه با گریه در روضهٔ نَبَوی، دستوری خطاب به شیعیان و اقوامش برای اقامهٔ عزاداری و مجلس تعزیه به‌خاطر وی و سفرش صادر کرده‌است. به‌گفتهٔ ناجی و باغستانی بر طبق روایات منقول از شیخ صدوق، محدث شیعه، علی بن موسی الرّضا پیش‌گویی کرد که در غربت خواهد مرد و در کنار هارون دفن خواهد شد و هرگز نزد خانواده‌اش بازنخواهد گشت. او هیچ‌یک از اقوام، حتی فرزند خردسالش جواد را نیز با خود به سفر نبرد. علی بن موسی الرضا همچنین بر جانشینی محمد تقی پس از خودش تاکید کرد.

## همراهان
همراهان علی بن موسی الرضا در این سفر ۵ گروه بودند:
1. فرستادگان خاص مأمون که سرکرده آنان رجاءبن ابی ضحاک و معاون او فرناس بوده و افراد دیگری نیز مسئولیت کاروان را برعهده داشته‌اند.
2. شیعیانی که اجازه یافتند همراه رضا باشند که معروفترین آنها اباصلت است که از فقها بوده و در طول این سفر تا روز شهادت رضا خدمتکار مخصوص او بود. همچنین یکی از غلامان موسی بن جعفر و مردی از فرزندان قنبر غلام علی در این سفر همراه کاروان بوده‌اند.
3. عده‌ای از بنی‌هاشم و آل ابی طالب که به دستور مأمون همراه این کاروان آورده شدند که یکی از نوادگان سجاد به نام علی‌بن‌ابراهیم ذکر شده‌است.
4. حاجیانی که پس از ایام حج به عراق یا ایران بازمی‌گشتند و گروهی که مقصدشان خراسان بود. در این عده شیعه و غیرشیعه دیده می‌شد. افرادی چون فتح بن یزید جرجانی، مخول سجستانی موسی بن سیار و مردی از اهل بلخ از این قبیل‌اند.
5. ساربانان و غلامان و خدمتگزاران قافله که مسئول طبخ غذا و شستشو و رسیدگی به حیوانات و آوردن هیزم و آب و خرید لوازم بوده‌اند.

در ارشاد شیخ مفید آمده‌است که سرکردگی هیئت انتقال علی بن موسی الرضا ازمدینه به مرو، بر عهده عیسی جلودی بود؛ اما در خرائج و الجرائح آمده است که رجاء بن ضحاک که از خویشاوندان فضل بن سهل بود به این کار گماشته شده بود. بیهقی در تاریخش از همراهی یاسر خادم با رجاء بن ضحاک یاد شده‌است. بنابر گزارش شیخ مفید، جمعی از آل ابی‌طالب نیز به همراه علی بن موسی الرضا به مرو فراخوانده شدند.

## مسیر سفر

نقشهٔ مسیرِ سفرِ علی بن موسی الرّضا از مدینه به مرو

در مسیر حرکت علی بن موسی الرضا از مدینه تا مرو، اختلافاتی وجود دارد؛ منابع سفر را از مدینه تا فارس گزارش کرده‌اند اما در اینکه پس از فارس، کاروان از چه مسیری به سمت مرو در حرکت شد، دچار اختلافند. بیشتر منابع از بصره، اهواز و فارس به عنوان مسیر حرکت یاد کرده‌اند. برخی همچون بلاغی در تاریخ نائین مسیر حرکت وی را «مدینه، بصره، ارجان، فارس، اصفهان، نیشابور، ده سرخ، سناباد، سرخس و مرو» می‌دانند و برخی چون اعتمادالسلطنه، مسیر حرکتی از «مدینه، بصره، اهواز، فارس، اصفهان، قم، ری، سمنان، دامغان، نیشابور، طوس، سرخس و مرو» ترسیم نموده‌اند. در مقابل مشهورترین قول در مسیر حرکت علی بن موسی «مدینه، مکه، قادسیه، بصره، اهواز، بهبهان، اصطخر فارس، طبس، نیشابور و مرو» گزارش شده‌است. جعفریان در کتاب اطلس شیعه، مشهورترین مسیر حرکت علی بن موسی به مرو را «مدینه، نقره، هوسجه، نباج، حفر ابوموسی، بصره، اهواز، بهبهان، اصطخر، ابرقوه، ده شیر (فراشاه)، یزد، خرانق، رباط پشت بام، نیشابور، قدمگاه، ده سرخ، طوس، سرخس، مرو» می‌داند. مادلونگ معتقد است که عبور کاروان علی بن موسی الرضا از بغداد و کوفه نامحتمل است چراکه بغداد و کوفه در آن زمان در دست شورشیان بود؛ بنابراین، گفتهٔ یعقوبی که رجاء به بغداد و نَهاوَند سفر کرده، مردود است. با این وجود بیهقی گزارشی در خصوص استقبال و بیعت طاهر بن حسین — فاتح بغداد — در اقامت چند روزه علی بن موسی الرضا در بغداد را آورده‌است. مسیر دیگری که برای علی بن موسی الرضا گزارش شده‌است «مدینه‏، مکه، نباج‏، بصره‏، اهواز، اربق (اربک)، ارجان (بهبهان)، ابرکوه (ابرقوه)، ده شیر (فراشاه)، یزد، قدمگاه خرانق (مشهدک)، رباط پشت‏بادام‏، نیشابور، قدمگاه نیشابور، ده سرخ‏، طوس‏، سرخس‏ و مرو» است. مسیری که برای سفر علی بن موسی الرضا از فارس به نیشابور گزارش شده‌است، فارس را از طریق کرمان و استان قهستان، به نیشابور وصل می‌کرد. این مسیر از اهمیت تجاری بالایی برخوردار بود و بارانداز نیشابور را که کالاهای مناطق مختلفی را شامل می‌شد، به مناطق جنوبی و سواحل خلیج فارس وصل می‌کرد. کاروانیان در این سفر از چهار کشور کنونی ایران، عربستان، عراق و ترکمنستان گذشته‌اند.

### عبور از اهواز تا ورود به مرو
علی بن موسی الرضا در این سفر پس از ورود به اهواز از شهرهای اهواز، رامهرمز و شلمچه عبور کرده‌است. کاروانیان برای رسیدن به اهواز از ساحل تا کارون طی طریق کرده‌اند و در مرقد علی بن مهزیار توقفی داشته‌اند. مسیر بعدی کاروان به سوی رامهرمز گزارش شده‌است و پس از آن به سوی ارجان در هشت کیلومتری شمال بهببان در حرکت بودند. کاروان پس از عبور از پل ساسانی که بر روی رود مارون قرار داشت، در ساحل شرقی رود اتراق داشتند و در این مکان قدمگاهی برای علی بن موسی الرضا گزارش شده‌است.  از حرکت کاروان از ارجان تا شهر کهن ابرکوه نشانه معتبر و گزارش تاریخی‌ای وجود ندارد و در منابع از عبور کاروان از شیراز خبری گزارش نشده‌است. کاروان از مسیر نامتعارف دره مارون راه خود را به سمت تل خسرو (یاسوج) ادامه داد و با عبور از اقلید، به منطقه کویر ابرکوه وارد شد. وجود چند امامزاده در مسیر، قول به این مسیر را تقویت می‌کند. پس منطقه یاسوج، ورود علی بن موسی الرضا به منطقه یزد گزارش شده‌است. شهر ابرکوه که بر سر راه یزد قرار دارد، منطقه عبور علی بن موسی الرضا بود که در انجا قدمگاهی به وی منسوب است. پس از آن گزارش‌هایی از عبور کاروان از روستای تاریخی توران وجود دارد که در ۶۰ کیلومتری شهرستان تفت قرار دارد. در این منطقه نیز قدمگاهی به رضا منسوب است. در شهر خرانق نیز آرامگاهی وجود دارد که به آرامگاه بابا خادم مشهور است. بابا خادم را از خادمان علی بن موسی الرضا گزارش کرده‌اند. کاروان بعد از عبور از صحرای طبس، وارد بر منطقه کوهستانی می‌شود در منطقه جوخواه طبس، امامزاده حسین وجود دارد که یکی از برادران علی بن موسی الرضا است. پس از آن کاروان به منطقه خراسان وارد شده و نیشابور مشهورترین توقفگاه کاروان در خراسان بوده‌است. پس از نیشابور، ده سرخ از توقف‌گاه‌های کاروان عنوان شده‌است. پس از آن کاروان از سناباد گذشته و در باغ حمید بن قحطبه اتراق کرده‌است. پس از آن توقفی برای زیارت خواجه ربیع گزارش شده‌است و مسیر به سمت مرو ادامه داشته‌است.

### عبور یا عدم عبور از قم
در خصوص اینکه آیا علی بن موسی الرضا در طول این سفر، از قم نیز گذشته باشد، اختلافاتی وجود دارد. مادلونگ معتقد است که نگذشتن علی بن موسی از مسیر قم، قطعی است. با این وجود نشانه‌هایی از حضور علی بن موسی الرضا در این شهر گزارش شده‌‌است. در اینباره محمد بن بابویه نقل می‌کند که مأمون دستور داده بود تا علی بن موسی الرضا از راه قم و کوفه نگذرد. شبیه به این گزارش را ابوالفرج اصفهانی می‌آورد و می‌نویسد، مأمون دستور داد تا علی بن موسی الرضا را از راه بصره به خراسان بیاورند. این گزارشات سبب شده‌است تا محققانی، عبور کاروان از قم را نامحتمل بدانند. ابواسحاق ابراهیم بن محمد ثقفی کوفی می‌نویسد که علی بن موسی الرضا را پس از ورود به بغداد از راه «ماه بصره» به خراسان بردند. این در حالیست که ماه بصره به شهرهای همدان، نهاوند و قم اطلاق می‌شود. همچنین سید عبدالکریم بن طاووس نیز گزارش می‌کند که علی بن موسی الرضا را به بصره بردند و از آنجا وارد کوفه نشد و سپس به بغداد وارد شد و از آنجا به سمت قم در حرکت شد. سید بن طاووس گزارش می‌کند که ورود علی بن موسی الرضا به قم با اشتیاق و استقبال مردم قم همراه بود تا جایی که مردم جهت پذیرایی از وی، دچار کشمکش و جدال شدند. علی بن موسی الرضا شتر خود را مأمور کرد که هر جا بنشیند، همانجا را محل اقامت برگزیند. شتر در مقابل منزلی نشست که بعدها در آنجا مدرسه‌ای به نام رضویه تاسیس شد. به روایتی دیگر، این خانه مبدل به مسجدی شد که امروزه به مسجد شاه خراسان مشهور است و علی بن موسی الرضا ۱ شبانه روز و به نقلی دیگر ۱۸ روز در این منزل مسکن گرفت. همچنین از اینکه رضا از چاه این منزل آب نوشیده، غسل کرده و وضو گرفته‌است گزارش‌هایی نقل شده‌است. وجود این مدرسه و محله‌ای به نام شاه‌خراسون از دلایل اعتقاد به حضور علی بن موسی الرضا در قم عنوان شده‌است. در این بین، جماعتی از جمله علامه حلی و شیخ عباس قمی، حضور علی بن موسی الرضا در قم را مسلم قلمداد کرده‌اند. وجود قدمگاهی دیگر در آهوان در سمنان نیز یکی از دلایل این قول عنوان شده‌است. احتمالا این قول را اولین بار سید بن طاووس مطرح کرده‌است. منابعی که از سفر کاروان از مسیر دیگری که از قم عبور نمی‌کند، گزارش کرده‌اند، به وجود قدمگاه‌های متعدد در میان کویر مرکزی ایران و مناطقی چون یزد و نائین پرداخته‌اند.

## وقایع طول سفر
به گزارش بیهقی، هنگام رسیدن کاروانیان به بغداد، طاهر بن حسین به استقبال کاروانیان رفته و کاروان را مدتی در بغداد پذیرایی کرد. همچنین از رسیدن نامه‌ای از جانب مأمون به دست طاهر گزارش شده‌است که یک هفته پس از اقامت کاروانیان به بغداد رسید. در این نامه مأمون، طاهر بن حسین را موظف به بیعت با علی بن موسی الرضا کرد. طاهر نیز شبانه با علی بن موسی الرضا بیعت کرد. بیهقی گزارش می‌کند که طاهر با دست چپ با علی بن موسی الرضا بیعت کرد و رضا از علت این عمل پرسید. طاهر پاسخ داد که دست راستش در گروی بیعت با مأمون است. رضا از این تعبیر خرسند شد. در فرحة الغری آمده‌است که وقتی خبر این واقعه به مأمون رسید، دست چپ طاهر را دست راست لقب داد و او را ذوالیمینین خواند. از دیگر اتفاقاتی که در بغداد گزارش شده‌است، مرگ معروف الکرخی است. سال مرگ او را ۲۰۰ یا ۲۰۱ گزارش کرده‌اند و به گزارش ابوعبدالرحمن محمد بن حسین بن موسی سلمی در کتاب طبقات الصوفیه؛ کرخی بر اثر شکسته شدن استخوان پهلوش در ازدحام جمعیت شیعیان در مقابل منزلگاه علی بن موسی الرضا درگذشت. این در حالیست که در این گزارش، معروف الکرخی به عنوان دربان علی بن موسی الرضا گزارش شده‌است. همچنین منابع از بیماری علی بن موسی الرضا در اهواز گزارش‌هایی را مطرح کرده‌اند. دیگر وقایع مهم این سفر، استقبال نیشابوری‌ها از رضا، بیان حدیث سلسلة الذهب و استقبال اهالی مرو از وقایع مهم این سفر عنوان شده‌است.

### قدمگاه‌ها
دهخدا، قدمگاه را به مکانی که پای پیامبر، امام یا قدیس دیگری به آن‌جا رسیده باشد یا گمان رود که اثر پایی که در سنگ و مانند آن دیده می‌شود جای پای پیامبر یا امامی است معنا کرده‌است. در بین مسیر مدینه تا مرو، خصوصاً در مناطق ایران، قدمگاه‌هایی را به علی بن موسی نسبت می‌دهند که عموماً مورد احترام اهالی منطقه و علاقه‌مندان علی بن موسی بوده و هست. از جمله مشهورترین این موارد، قدمگاهی در ۲۶ کیلومتری شهر نیشابور است. از دیگر قدمگاه‌ها می‌توان به «قدمگاه فراشاه» یا ده شیر در روستای فَراشاه استان یزد (مسیر یزد - ابرکوه) واقع در هشت کیلومتری تفت، «قدمگاه امام رضا» در بهبهان، «قدمگاه ابرقو» در ابرکوه و «قدمگاه خرانق» در مشهدک (محلی در ۶۰ کیلومتری شهر یزد) اشاره کرد. جعفریان در ذکر قدمگاه‌های علی بن موسی در ایران، به موارد دیگری نیز اشاره می‌کند؛ از جمله: «مسجد امام رضا» در اهواز، «مسجد امام رضا» در روبروی پل شوشتر، «قدمگاه علی بن موسی» در کنار رودخانه شطیط شوشتر، دو قدمگاه به نام «شاخراسون» در دزفول و شوشتر، قدمگاه «امام ضامن» در شوشتر، «قدمگاه امام رضا» در جنوب آبادی کهنک شوشتر، مسجد فرط یا پتک معروف به «صومعه امام رضا» در یزد، «مسجد قدمگاه» در محله مالمیر یزد، «موم رضا» در روستای بافران نائین، «مسجد قدیمان» در نائین، «حمام رضا» در نیشابور و «منزل پسندیده» در نیشابور. بر در یکی از قدمگاه‌های منسوب به علی بن موسی الرضا که در حاشیه رود مارون صاحب بنایی کوچک است، نوشته شده‌است:

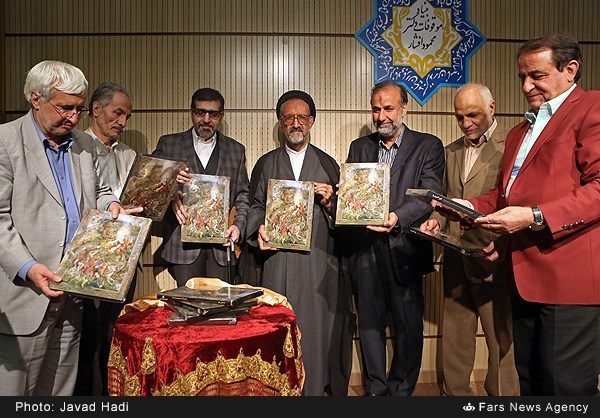
عکسی از مراسم رونمایی از کتاب یا ضامن آهو، مجموعه‌ای هنری از آثار مرتبط با علی بن موسی الرضا

| گر میسر نشود بوسه زنم پایش را |  | هر کجا پای نهد بوسه زنم جایش را |

### ماجرای شکارچی و آهو
داستان مشهوری دربارهٔ ضمانت آهو توسط علی بن موسی نزد عامه مردم مشهور است؛ داستان چنین است که روزی صیادی در بیابان آهویی را دنبال می‌کند. از روی اتفاق آهو به علی بن موسی که در آن حوالی -به نقلی صحرای سمنان- حضور داشته، پناه می‌برد؛ علی بن موسی حاضر می‌شود مبلغی را به آن شکارچی بپردازد تا او آهو را آزاد سازد، ولی صیاد نمی‌پذیرد. در این هنگام آهو به زبان می‌آید و به علی بن موسی می‌گوید من دو بچه شیرخوار دارم که گرسنه‌اند و چشم به‌راه‌اند؛ شما ضمانت مرا بکنید تا به لانه خود بروم و آنها را شیر دهم و برگردم. علی بن موسی هم ضمانت آهو را می‌کند و آهو می‌رود و بعد از مدتی بازمی‌گردد، شکارچی که این وفای به عهد آهو را دیده، منقلب می‌شود و آهو را آزاد می‌سازد. بین شهرهای سمنان و دامغان در استان سمنان، منطقه‌ای به نام آهوان مشهور است که به گفته برخی، محل اتفاق افتادن این رویداد، همان ناحیه می‌باشد.

البته این داستان یکی دو قرن قبل از ولادت علی بن موسی، برای محمد بکار رفته بود. طبرسی در اعلام الوری از ضمانت کردن پیامبر برای آهو آمده‌است: روزی رسول از محلی عبور می‌کرد، در این هنگام آهویی که در دامی گیر کرده بود به آن جناب شکایت برد، آهو گفت: یا رسول اللَّه من کودکی دارم که احتیاج به شیر من دارد، من اکنون در این دام گرفتارم و کودکم گرسنه مانده‌است، اینک مرا از این دام برهان تا کودک خود را شیر دهم. رسول گفت: من چگونه تو را آزاد کنم و حال اینکه صاحب دام اکنون در اینجا نیست، آهو گفت: شما مرا رها کنید من پس از اینکه کودکم را شیر دادم مراجعت خواهم کرد، رسول به این شرط او را از دام صیاد رهانید و در آن جا توقف کرد تا آهو مراجعت کرد، در این هنگام صاحب دام نیز از راه رسید، رسول از آهو شفاعت کرد، صیاد نیز او را رها کرد، پس از این ماجرا مردم این محل را مسجدی ساختند.

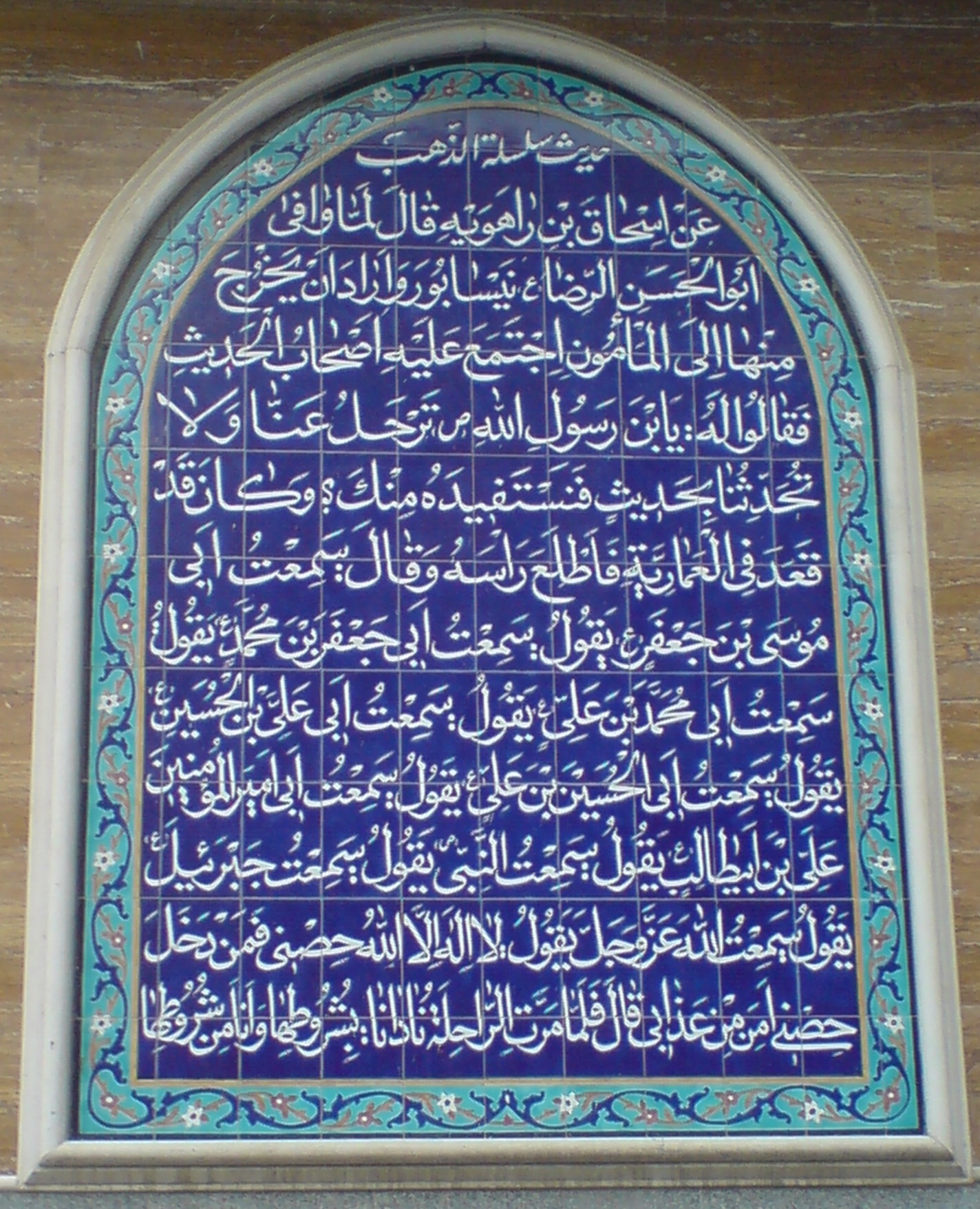
حدیث سلسلة الذهب در دیوارنگاری شهر نیشابور

### ورود به خراسان

#### ورود به نیشابور
نیشابور، اولین شهر از استان خراسان است که علی بن موسی الرضا به آن وارد شده‌است. آورده‌اند که علی بن موسی الرضا از مسیر نیشابور عبور کرده که عده‌ای از مُحَدِّثان برجستهٔ اهل سنت مانند اِبنِ راهْوَیْهْ، یَحْیَی بنِ یَحْییٰ، محمّد بن رافِع و احمد بن حَرْب به استقبالش آمدند تا با او دیدار کنند و وی مدت کوتاهی در این شهر ماند. دو عالم بزرگ وقت، ابوزرعه و محمد بن اسلم طوسی نیز از پیشگامان استقبال‌کنندگان بودند. این دو به نمایندگی از مردم شهر از علی بن موسی الرضا خواستند تا برایشان حدیثی بخواند. در تاریخ نیشابور آمده‌است که مردم از حضور علی بن موسی الرضا در شهر باخبر شدند و به استقبال او رفتند. ابویعقوب اسحق بن راهویه مروزی نیز به عنوان بزرگ شهر نیشابور، تا روستای مویدیه از شهر نیشابور خارج شد تا به استقبال کاروانیان برود. او با وجود سن بالا، شخصا مهار ناقه علی بن موسی الرضا را به دوش گرفت و تا شهر پیاده آمد. علی بن موسی الرضا به محض ورود به نیشابور در محله قز و کوچه بلاس آباد نزول کرد.

#### حدیث سلسلة الذهب
شیعیان احادیث زیادی را منتسب به وی می‌دانند که یکی از مشهورترین آن‌ها حدیثی قدسی به نام سلسلة الذهب است. این حدیث هنگام وداع علی بن موسی با مردم شهر نیشابور انشاء شده و به نقل مجلسی در بحارالانوار، چهار هزار قلمدان آماده نوشتن کلمات علی بن موسی بوده‌اند. به‌گفتهٔ میلانی، پررنگ‌ترین واقعه در طول سفر علی بن موسی الرّضا، در ناحیه نیشابور و در استماع و استنساخ حدیثِ سِلسِلَةُ‌الذَّهَب رخ داده‌است. در اینکه این حدیث در هنگام ورود به نیشابور انشاء شده‌است و یا در هنگام خروج از نیشابور به سمت طوس گفته شده‌است، اختلاف است. متن روایت به شرح ذیل است:
«حَدَّثَنِی أَبِی الْعَبْدُ الصَّالِحُ مُوسَی بْنُ جَعْفَرٍ قَالَ حَدَّثَنِی أَبِی الصَّادِقُ جَعْفَرُ بْنُ مُحَمَّدٍ قَالَ حَدَّثَنِی أَبِی الْبَاقِرُ مُحَمَّدُ بْنُ عَلِیٍّ باقر علوم الأنبیاء قَالَ حَدَّثَنِی أَبِیَ عَلِیُّ بْنُ الْحُسَیْنِ سَیِّدُ الْعَابِدِین قَالَ حَدَّثَنِی أَبِی سَیِّدُ شَبَابِ أَهْلِ الْجَنَّهِ الْحُسَیْنُ قَالَ حَدَّثَنِی أَبِی عَلِیُّ بْنُ أَبِی طَالِبٍ علیهم السلام، قَالَ سَمِعْتُ النَّبِیَّ صلی الله علیه و آله و سلم یَقُولُ سَمِعْتُ جَبْرَئِیلَ یَقُولُ قال الله جل جلاله: إِنِّی أَنَا اللَّهُ لا إِلهَ إِلَّا أَنَا، فَاعْبُدُونِی مَنْ جَاءَ مِنْکُمْ بِشَهَادَهِ أَنْ لَا إِلَهَ إِلَّا اللَّهُ بِالْإِخْلَاصِ دَخَلَ فِی حِصْنِی وَ مَنْ دَخَلَ فی حِصْنِی أَمِنَ مِنْ عَذَابِی»
ترجمه:

«پدرم موسی کاظم از پدرش جعفر صادق از پدرش محمد باقر از پدرش علی زین العابدین از پدرش حسین شهید کربلا از پدرش علی بن ابی طالب روایت کرده‌است که گفت: عزیز و نور چشمانم، رسول خدا صلی الله علیه و آله و سلم فرمود: جبرئیل حدیث کرد مرا و گفت شنیدم پروردگار سبحانه و تعالی می‌فرماید: کلمهٔ لا اله الا الله دژ استوار من است، پس هر کس وارد آن شود، از عذابم محفوظ است.»
علی بن موسی چند قدمی حرکت کرد و سپس برگشت و اضافه کرد:
«بِشُروطِها وَ أنَا مِن شُروطِها» 
ترجمه:

«به شرطی و شروطی! و من از شروطش هستم.»

#### خانه پسندیده و درخت بادام
علی بن موسی الرضا برای اقامت چند روزه در نیشابور، در محلهٔ غربی — ناحیه‌ای معروف به لاشاباد — به منزل خدیجه دختر همدان وارد شد. خدیجه مادربزرگ ابوواسع محمد نیشابوری بود و پس از سکونت علی بن موسی الرضا در منزل او، به پسندیده معروف شد چرا که علی بن موسی الرضا منزل او را برای اقامت پسندید و برگزید. شیخ صدوق در عیون اخبار الرضا آورده‌است، در گوشه‌ای از خانه با دست خود بادامی را کاشت و از برکت دست وی، در ظرف یکسال درختچه‌ای شد و بار داد و مردم از بادام‌های این درخت برای شفای بیماران خود استفاده می‌نموده و شفا می‌یافتند. به گزارش ابو واسع، سرانجام این درخت سال‌ها بعد خشک شد و همو برای قطع کنندگان این درخت، عذاب و سختی‌های متعددی گزارش می‌کند. علی بن موسی الرضا در اقامت چند روزه‌اش در نیشابور، یک مسجد، حمام و قنات دایر کرد. به گزارش شیخ صدوق محل احداث این حمام در محله فرد نیشابور بود که در دوره حیات شیخ صدوق، به حمام رضا علیه السلام مشهور بود. در این حمام یک چشمه بود که علی بن موسی الرضا در این چشمه غسل کرده بود و مردم نیز به همین جهت آب آن چشمه را متبرک شده می‌دانستند.

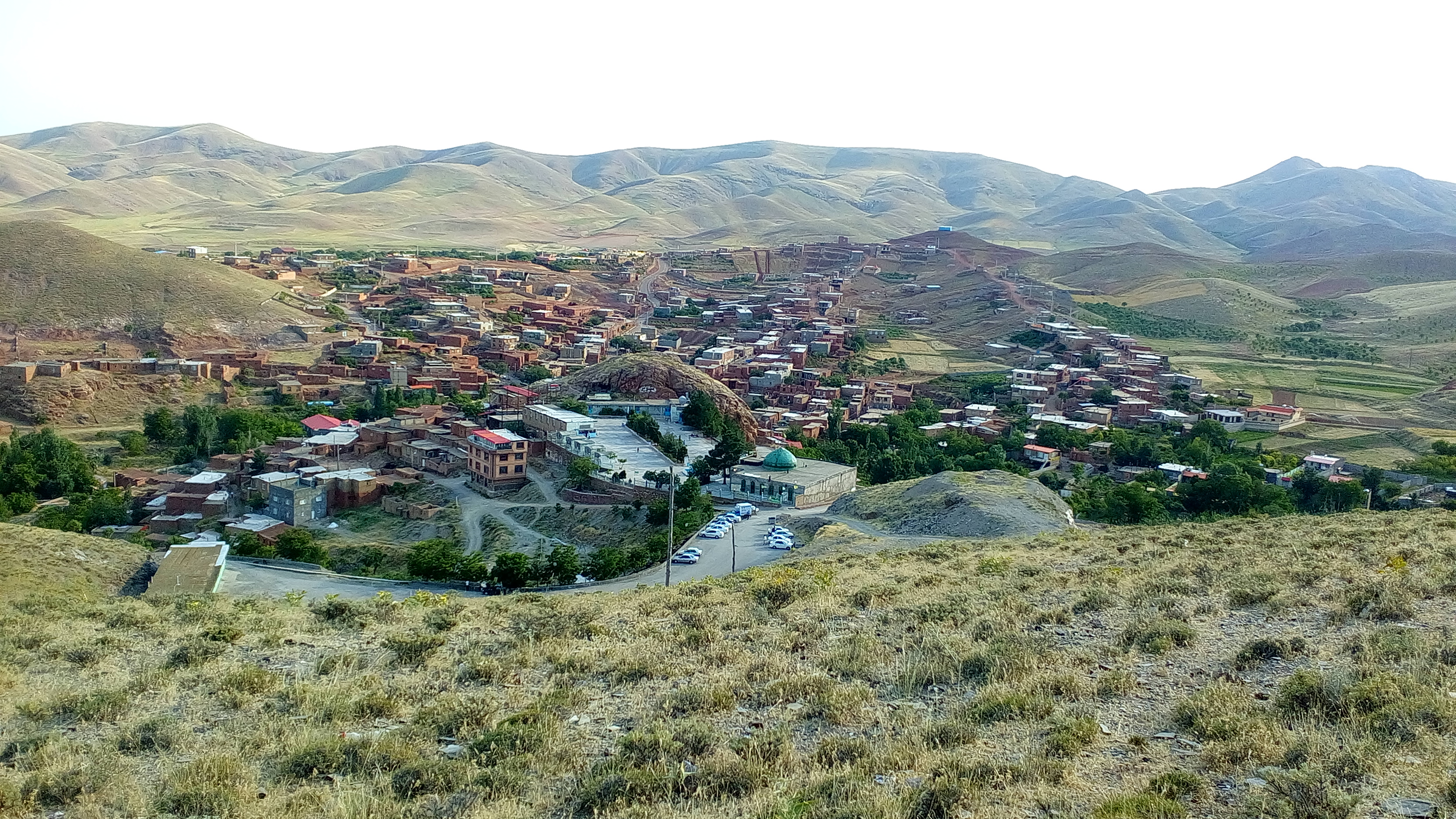
نمایی از روستای ده‌سرخ

#### خروج از نیشابور تا پیش از رسیدن به مرو
شیخ صدوق نقل کرده‌است که پس از آنکه کاروان علی بن موسی از نیشابور خارج شد، در محلی به نام ده‌سرخ برای اقامه نماز ظهر اتراق کردند؛ علی بن موسی، برای وضو ساختن طلب آب نمود، اما آبی وجود نداشت؛ در این هنگام علی بن موسی با دستان خود زمین را کنده و چشمه‌ای ظاهر شد. بنا به گزارشاتی، این چشمه بعد از سالیان سال، همچنان باز و در حال جوشش است و بر روی آن مکانی جهت بازدید عمومی و علاقه‌مندان ساخته شده‌است. احتمالا منظور منابع از منطقه «قریة الحمراء» همین منطقه بوده‌باشد. این ده، در ۵۵ کیلومتری قدمگاه نیشابور واقع شده‌است.
کاروان از ده‌سرخ حرکت کرد و به روستای سناباد رسید. در آنجا کوهی بود که از سنگِ آن دیگ می‌ساختند. علی بن موسی به آن کوه تکیه داد و گفت: «خداوندا! این کوه و آنچه از آن ساخته می‌شود را باعث منفعت قرار بده و به هر آنچه در این دیگ‌ها پخته می‌شود برکت ده». از سنگ آن کوه برای او دیگی ساختند و علی بن موسی گفت: غذای من را در غیر این دیگ طبخ نکنید.
بعد از سناباد و قبل از روستای نوغان، قبر هارون کنار قصر حمید بن قحطبه طائی بود. در آنجا علی بن موسی وارد محلی شد که قبر هارون بود و خطی کنار قبر او کشید و گفت: اینجا تربت من است و در این مکان به خاک سپرده می‌شوم. خدا این مکان را محل رفت و آمد شیعیان و دوستانم قرار خواهد داد. پس از آن در ناحیه نماز خواند و به سمت مرو در حرکت شد. برخی منابع مدعی هستند، وقتی علی بن موسی به سرخس رسید، به دستور مأمون و به جرم ادعای الوهیت، تحت نظر قرار گرفته و به نوعی زندانی شد. عرفان‌منش احتمال می‌دهد که ادعای الوهیت، به جهت به کار بستن عبارت «بشرطها و شروطها و انا من شروطها» در پس حدیث سلسلة الذهب از جانب علی بن موسی الرضا است. در این خصوص بین علی بن موسی الرضا در حبس و عبدالسلام گفتگوهایی صورت گرفته‌است که موید این احتمال است. گویا علی بن موسی الرضا در حبس ماند تا دستوری از مرو برای ادامه حرکت او به سمت مرو برسد. برخی معتقدند این حبس، بعد از ولایتعهدی و در سال ۲۰۲ هجری در حالی که علی بن موسی در مسیر بازگشت به طوس بوده رخ داده‌است.

### ورود به مرو
کاروان علی بن موسی الرضا چند فرسخ مانده به مرو، مورد استقبال عموم مردم قرار گرفت. در این استقبال مأمون و فضل بن سهل نیز حضور داشتند و گروه‌های مختلف علویان و عباسیان شرکت کردند. به محض رسیدن علی بن موسی الرضا به مرو، مأمون دستور داد تا اتاقی در نزدیکی محل اقامت خودش تهیه کنند و امکانات رفاهی برای او فراهم گردد.

## ولایتعهدی
علی بن موسی الرضا به سفر خود ادامه داد تا به مرو رسید. در آنجا از او استقبال باشکوهی به عمل آمد. سپس مأمون با توجه به هدف اولیه خود در زمینه دعوت علی بن موسی به مرو، ابتدا پیشنهاد خلافت را به او داد و وی این پیشنهاد را نپذیرفت. در ادامه با پافشاری و سخت‌گیری مأمون هم این کار به نتیجه نرسید. چنین خلافتی جامه‌ای بود دوخته شده برای مأمون و امثال او و اگر علی بن موسی الرضا چنین خلافتی را می‌پذیرفت، می‌بایست آن را ویران می‌کرد و از داخل می‌ساخت و چنین کاری در آن شرایط امکان‌پذیر نبود. علاوه بر این مأمون در پیشنهاد خود صادق نبود بلکه او و حزبش نقشه‌ای را طرح‌ریزی می‌کردند تا پس از کسب مشروعیت برای خود از طریق علی بن موسی، او را از بین ببرند همچنان که همین توطئه را در ارتباط با ولایتعهدی علی بن موسی الرضا عملی ساختند. صدوق محدث شیعه در عیون اخبارالرضا نقل می‌کند: زمانی که مأمون پیشنهاد خلافت را به علی بن موسی الرضا داد و به او گفت قصد دارم خلافت را از خودم عزل کنم؛ علی بن موسی الرضا به او می‌گوید: اگر این خلافت ازآن توست و خدا آن را برای تو قرار داده پس جایز نیست که لباس و خلعتی را که خدا به قامت تو پوشانیده از تن بیرون کنی و به غیر خود بپوشانی و به دیگری واگذار کنی و اگر این مقام از آن تو نیست پس حق اینکه چیزی را که از تو نیست به من واگذاری، نداری. بعد از پافشاری و عدم قبول خلافت توسط علی بن موسی الرضا، مأمون پیشنهاد ولایتعهدی را به او داد. قندوزی یکی از دانشمندان اهل سنت در ینابیع الموده گزارش کرده‌است: بعد از اصرار زیاد مأمون برای پیشنهاد ولایتعهدی، علی بن موسی الرضا با گریه و ناراحتی و با گذاشتن شرط برای مأمون آن را پذیرفت. بعد از گذشت دو ماه از حضور در مرو که علی بن موسی الرضا همچنان از موضع منفی با مأمون سخن می‌گفت. نه پیشنهاد خلافت و نه پیشنهاد ولایتعهدی هیچ‌کدام را نمی‌پذیرفت. بالاخره مأمون با تهدیدهای مکرری به قصد جانش برخاست که در این زمان ولایتعهدی را پذیرفت و گفت: می‌خواهم کاری کنم که مردم نگویند علی بن موسی به دنیا چسبیده بلکه این دنیاست که از پی او روان شده.

### اقدامات علی بن موسی در مرو
چون عید فطر پیش آمد مأمون از علی بن موسی الرضا خواست تا نماز عید فطر را برگزار نماید. علی بن موسی غسل کرد و جامه پوشید و پای برهنه به راه افتاد. مردم دنبال او راه افتادند. به مأمون خبر رسید: مردم شیفته علی بن موسی الرضا شده‌اند؛ بنابراین مأمون نماز عید را متوقف کرد و علی بن موسی را از ادامه راه بازداشت.
مأمون با هدف تضعیف موقعیت علی بن موسی الرضا اقدام به برگزاری جلسات مناظره و مباحثه با پیروان سایر ادیان و مذاهب در زمینه مسائل کلامی و اعتقادی می‌کرد اما نتیجه این مناظره‌ها همواره به نفع علی بن موسی و شیعیان پایان می‌یافت. این جلسات بین ۴ گروه از طبقات اندیشمند جامعه برگزار می‌شد: گروه مسلمانان نسل جدید که با فتوحات اسلامی به جامعه اضافه می‌شدند- گروه مسلمانان و ادیان قدیمی- گروه گرایش‌های منحرف شده از دین- گروه صاحبان افکار و اندیشه‌های وارد شده از خارج. هدف مأمون از برگزاری این مجالس، مهار موج اندیشه‌های موجود در جامعه و همچنین سرگرم کردن علی بن موسی الرضا که نتواند در مسائل حکومت وارد شده و نزد مردم محبوبیت پیدا کند. اگر علی بن موسی الرضا در مناظرات شکست می‌خورد و خود را کنار می‌کشید این خود خط بطلانی بر دعوی شیعه به امامت وی بود و اگر هم مخالفان شکست می‌خوردند برای مأمون و حکومتش افتخار بود که ولیعهد انتخاب شده می‌تواند مخالفان را شکست دهد. تشکیل کلاس‌های درس در منزل و مسجد مرو و نیز استفاده از هر فرصتی در تبیین مبانی شیعه نمونه‌ای دیگر از فعالیت‌های علمی و فرهنگی علی بن موسی الرضا می‌باشد. این امر فرصتی مناسب بود تا بتوانند ضروری‌ترین اصول اعتقادی اسلام و تشیع را در مرو تبیین نمایند تا در عصری که مستعد گسترش شبهات بود، از گسترش آن جلوگیری شود. گذشته از مناظره‌ها، احادیث و روایات زیادی از علی بن موسی در زمینه‌های مختلف علوم و معارف اسلامی و شیعی چون فقه، اصول عقاید، اخلاق و … بجا مانده‌است.